# Преджин, Долтон
До́лтон Пре́джин (англ. Dalton Prejean; 10 декабря 1959, Лафейетт, Луизиана — 18 мая 1990, тюрьма штата Луизиана, Ангола, там же) — американский преступник, приговорённый к смертной казни за убийство патрульного офицера полиции штата Луизиана Дональда Кливленда (англ. Donald Cleveland). На момент убийства Преджину было 17 лет.

## Преступление
Около 5 часов утра 2 июля 1977 года Долтон Преджин, его брат Джозеф и их знакомые Майкл Джордж (англ. Michael George) и Майкл Брауссард (англ. Michael Broussard), выйдя из ночного клуба «Роджерс» (англ. Roger’s Nite Club) в приходе Лафейетт, сели в автомобиль Chevrolet 1966 года. Место водителя занял Долтон, сиденье справа — его брат. Задние фары автомобиля не работали, и через несколько минут патрульный Кливленд, направлявшийся на работу на своём полицейском автомобиле, сигналом приказал «Шевроле» остановиться. 
Заметив, как Джозеф и Долтон, не имевший водительских прав, пытаются поменяться местами, Кливленд скомандовал всем четверым выйти из машины, после чего осмотрел Долтона, Джорджа и Брауссарда, приказал им вернуться в салон и начал обыскивать Джозефа. Долтон, увидевший, как полицейский бесцеремонно прижал Джозефа к автомобилю, произнёс: «Мне не нравится, как он обращается с моим братом» (англ. I don’t like the way he’s doing my brother), извлёк из-под сиденья револьвер 38-го калибра, вышел из машины и дважды без предупреждения выстрелил в Кливленда. Преджин и его спутники скрылись с места преступления, но были задержаны несколько часов спустя.
18 мая 1990 года Долтон Преджин был казнён на электрическом стуле.